# Combat d'Aden
 (janvier 2019).
Guerre civile yéménite
Insurrection djihadiste au Yémen
Batailles
- Bataille d'Amran
- 1re Bataille de Sanaa
- Bataille de l'aéroport d'Aden
- 1re Bataille d'Aden
- Bataille de Taëz
- 1re Bataille de Moukalla
- 2e Bataille de Moukalla
- 2e Bataille de Sanaa
- 2e Bataille d'Aden
- Bataille d'al-Hodeïda
- Prise de Socotra
- 3e Bataille d'Aden
- 4e Bataille d'Aden
- Offensive de Najran
- Attaque d'Abqaïq et de Khurais
- Offensive d'Al Bayda
- Offensive d'Al Jawf
- Bataille de Marib

Le combat d'Aden est une bataille qui oppose, lors de l'insurrection djihadiste au Yémen, les djihadistes aux troupes fidèles à Abdrabbo Mansour Hadi.
La bataille commence le 3 janvier 2016, par la reprise d'un port d'Aden par les loyalistes.
AQPA et l'EI commettent des attentats et des attaques, mais seul AQPA contrôle des quartiers.

## Contexte
En août 2015, après la reconquête d'Aden par les loyalistes, AQPA s'installe dans les quartiers d'Aden qui sont peu surveillés ou abandonnés par les autorités,.
Le 6 octobre 2015, l'organisation terroriste État islamique (dite « Daech ») vise un hôtel abritant le siège du gouvernement.
Le 6 décembre 2015, le gouverneur d'Aden, Jaafar Mohammed Saad, est tué dans un attentat de la même organisation.
Le 29 décembre 2015, des djihadistes ferment des universités à Aden pour cause de mixité. Les autorités locales n'interviennent pas.
Le 31 décembre 2015, un commandant de la Résistance populaire est tué à Al-Mansoura.

## Chronologie

### 2016

#### Janvier
Le 5 janvier 2016, le gouverneur d'Aden et celui de Lahj, ainsi que le chef de la police d'Aden, échappent à un attentat.
Les loyalistes mirent en place un couvre-feu.
Les 28 et 29 janvier 2016, le groupe EI revendique une série d'attentats suicide et à la voiture piégée près du palais présidentiel al-Maachiq.

#### Février
Le 9 février 2016, les combats reprennent, faisant six morts. Le 11 février 2016, trois soldats sont assassinés par AQPA. Le 12 février, cinq policiers sont tués dans des heurts avec AQPA,.
Le 16 février 2016, le gouverneur d'Aden, Aïdarous al-Zoubaïdi, et le chef de la police d'Aden, échappent à une tentative d'assassinat. Imputé à AQPA, l'attentat fait trois morts parmi les terroristes.
Le 17 février 2016, un attentat-suicide revendiqué par Daech fait quatorze morts dans un camp militaire,
Le 20 février 2016, Mazen al-Akrabi, commandant de la Résistance populaire, est assassiné par les terroristes d'AQPA.
Le 22 février 2016, un général loyaliste est assassiné.
Le 28 février 2016, un influent cheikh salafiste quiétiste, opposé aux djihadistes, est assassiné.
Le 29 février 2016, un attentat-suicide fait quatre morts et cinq blessés au sud de la ville.

#### Mars
Le 4 mars 2016, seize personnes dont des nonnes des missionnaires de la Charité, fondés par mère Teresa, des résidents retraités et des employés d'hospices sont assassinés. Selon les premiers éléments, Daech serait impliqué. Pour sa part, AQPA nie être responsable de l'attaque. Par ailleurs, les auteurs de l'attaque ont aussi enlevé un prêtre.
Le 5 mars 2016, le chef de la police du quartier de Tawahi est assassiné par des djihadistes.
Le 12 mars 2016, les combats reprennent entre loyalistes et AQPA pour le contrôle du quartier de Mansoura. Au total, entre samedi et dimanche 13 mars, dix-sept terroristes et deux policiers sont tués, les premiers, visés par la coalition sunnite, envoyèrent des renforts depuis les autres régions qu'ils contrôlent, alors que les combats sont encore en cours.
Le 14 mars 2016, un avion Mirage 2000 appartenant aux Émirats arabes unis s'écrase à Aden, tuant les deux pilotes. AQPA prétend l'avoir abattu même si la coalition parle de panne.
Le 25 mars 2016, une série de trois attentats-suicides fait vingt-sept morts, dont dix civils, et est revendiquée par Daech.
Le 30 mars 2016, les combats reprennent entre loyalistes et membres d'AQPA, et les loyalistes reprennent la prison de Mansoura.

#### Avril
Le 12 avril 2016, un kamikaze d'AQPA tue quatre recrues de l'armée. Le 16 du même mois, quatre autres soldats sont tués par une voiture piégée à l'aéroport.
Le 29 avril 2016, un colonel de police est tué dans la ville.

#### Mai
Le 1er mai 2016, quatre policiers sont tués dans un attentat.
Le 23 mai, quarante-cinq militaires sont tués par deux attentats de Daech.

#### Juillet
Le 6 juillet 2016, jour de l'aïd el-Fitr, AQPA tenta de prendre une base située à Khour Maksar, faisant sept morts après l'explosion de deux voitures piégées.
Le 20 juillet 2016, Daesh revendique un attentat au quartier Al-Mansoura faisant quatre morts et six blessés parmi les policiers.

### 2017

#### Novembre
Le 5 novembre 2017, des djihadistes de l'État islamique mènent une attaque contre le quartier général de la brigade criminelle d'Aden. Ils s'emparent du bâtiment et prennent plusieurs otages, dont deux policières qui sont exécutées par balle. Les forces de sécurité yéménites reprennent d'assaut le bâtiment le 6 novembre. Le bilan des combats est de vingt-neuf morts pour les forces de sécurité, six civils tués (dont deux enfants), au moins trois djihadistes tués par balle et quatre autres ayant péri dans des attaques kamikazes.